# Canaro en París
Canaro en París es un tango cuya letra pertenece a José Scarpino en tanto que la música fue compuesta por Juan Caldarella y Alejandro Scarpino en 1925  y grabado por primera vez al año siguiente por la orquesta de Francisco Canaro, músico al que homenajea el título de la obra por las actuaciones que había realizado en la capital de Francia. Generalmente se ejecuta como instrumental y la letra, agregada tiempo después, no tiene relación con el título.

## Los autores
Juan Caldarella ( Sicilia, Italia, 15 de mayo de 1891 –Buenos Aires Argentina, 20 de marzo de 1978 ) fue un guitarrista, director de orquesta, compositor y actor que realizó su actividad profesional en Argentina, vinculado al tango.
Alejandro Scarpino ( Buenos Aires, Argentina, 16 de enero de 1904 - ídem 27 de mayo de 1970 ) fue un bandoneonista, director de orquesta y compositor dedicado al género del tango.
José  Scarpino ( Buenos Aires, Argentina, 16 de enero de 1904 – Mar del Plata, provincia de Buenos Aires, 29 de junio de 1974 ) fue un bandoneonista y compositor también dedicado al tango, hermano de Alejandro. 

## Origen del título
Francisco Canaro, nombre artístico de Francisco Canarozzo (San José de Mayo, Uruguay, 26 de noviembre de 1888 — Buenos Aires, 14 de diciembre de 1964, fue un compositor de tangos, violinista y director de orquesta.
Comenzaba 1925 cuando el director de una agencia de contratación de artistas, Amadeo Garesio, que años después fue el titular del cabaré Chantecler, impulsó a Canaro a presentarse en París, ciudad donde el tango tenía amplia difusión y en la que actuaban con éxito la orquesta de Manuel Pizarro y el conjunto encabezado por Genaro Espósito y Eduardo Blanco. Canaro viajó con sus hermanos, el bandoneonista Juan y el contrabajista Rafael, el bandoneonista Carlos Marcucci, el pianista Fioraventi Di Cicco, el violinista Agesilao Ferrazzano y el baterista Romualdo Lo Moro. 
Canaro salió con su esposa el 10 de marzo de 1925 en el vapor Alsina en tanto los músicos viajaron después en el Lutetia. La orquesta debutó el 23 de abril de 1925 en el dancing Florida, que se encontraba en el vestíbulo del teatro Apollo, con sus integrantes con vestimenta gauchesca –blusa y chiripá floreados, pañolón, botas y hasta puñal en el cinto- porque la actuación de orquestas íntegramente formada por músicos extranjeros sólo estaba permitido si constituía un “número de atracción” justificando una característica especial; a mayor abundamiento Canaro había sumado en París a la cancionista Teresa Asprela que se dedicaba al género de la música nativa y había viajado con uno de los músicos, e incorporó al espectáculo la percusión del serrucho a cargo de Rafael Canaro, los canturreos y silbos del conjunto y los recitados del Martín Fierro por el propio Canaro para beneficio de los inspectores que fueron a controlar el carácter de “número de atracción” del conjunto. El éxito fue total, las reservas de mesa debían hacerse con gran anticipación y fue invitada a tocar en calificadas reuniones. Las noticias del éxito fueron llegando a la Argentina principalmente por las crónicas del periodista Fernando Ortiz Echagüe, que era el representante del diario La Nación.
Según relato de Caldarella que recoge Francisco García Jiménez fue justamente el titular de una de las crónicas periodísticas que publicara el diario Crítica –más precisamente el que decía “Canaro hace declaraciones en París, sobre el tango”- que atrajo la atención de Caldarella cuando con un nuevo tango ya terminado pensaba un título para el mismo,  y de allí la designación de Canaro en París.
Oscar Zucchi da una versión diferente sobre el nombre del tango y sobre la participación de Caldarella en la autoría:

« El propio autor (refiriéndose a Alejandro Scarpino), en reportaje radial, expresó que era una pieza que tenía sin título, hasta que un día viajando en tranvía y leyendo el diario Última Hora leyó el copete de una nota: «Canaro llega a París», allí se inspiró y poco después, a falta de SADAIC, lo depositó —como era costumbre—, en la Biblioteca Nacional como «Gran tango de salón para piano», con letra de su hermano José, fue el 6 de mayo de 1927. Más adelante, apareció como colaborador de la música Juan Caldarella, esto se tomó como un regalo del autor a su amigo. »

## La letra
Ya compuesto el tango, José Scarpino escribió una letra que ninguna relación tenía con Canaro sino que hablaba de una mujer que había dejado su rancho para irse a París. Años más tarde, Scarpino le adaptó una nueva letra, que grabó Enzo Valentino y que habla del triunfo del tango en París, pero tampoco de Canaro. Lo cierto es que,salvo contadas excepciones, la obra se ejecuta como instrumental.

## Las grabaciones
Algunas de las grabaciones de Canaro en París son las siguientes:
- Mario Canaro
- Los Auténticos Reyes
- José Basso
- José Colángelo
- Juan D'Arienzo
- Hugo Di Carlo
- Jorge Dragone
- Francisco Canaro
- Doly Costa
- Baffa-Berlingieri
- Alfredo De Angelis
- Gabriel Clausi
- Dúo Flor De Tango
- Cuarteto Juan Cambareri
- Cuarteto Juan Carlos Caviello
- Conjunto Oscar D'Auria
- Panchito Cao y sus Muchachos de Antes
- Cuarteto D'Cote
- Cuarteto Quartango
- Octeto De Buenos Aires - Dir: Néstor Marconi
- Armando Pontier
- Orquesta El Arranque
- Fulvio Salamanca
- Héctor Varela
- Orquesta Miguel Villasboas
- Osvaldo Pugliese
- Pascual Mamone
- Quinteto Real
- Quinteto Walter Ríos
- Florindo Sassone
- Sexteto Mayor
- Sexteto Tango Real
- Trío Yumba
- Hugo Díaz

Sobre la variación que cierra el tango dicen Del Priore y Amuchástegui:

"El tango finaliza con una vertiginosa variación concebida para bandeones, fragmento favorito para lucimiento de bailarines de tango...en la versión de Osvaldo Pugliese está tocada con contrabajo (Aniceto Rossi) y en la de Raúl Garello con una sorprendente participación del percusionista Pepe Corriale."